# Prettin

Prettin este un oraș din landul Saxonia-Anhalt, Germania.